# Tornei di tennis femminili nel 1930
Prima della nascita del WTA Tour, ossia l'apertura alle tenniste professioniste dei tornei che prima di quell'anno erano riservati alle tenniste dilettanti, tutti gli eventi più importanti erano amatoriali, tra questi c'erano i tornei del Grande Slam: gli Australian Championships, gli Internazionali di Francia, il Torneo di Wimbledon e gli U.S. National Championships.

## Calendario

### Gennaio
| Settimana  | Torneo                                                                     | Vincitore                                                    | Finalista                            | Semifinalisti | Eliminati ai quarti |
| ---------- | -------------------------------------------------------------------------- | ------------------------------------------------------------ | ------------------------------------ | ------------- | ------------------- |
| 5 gennaio  | Metropole Club Championships 1930 Cannes, Francia Singolare - Doppio       | Elizabeth Ryan 6-2 2-5 ritiro                                | Phyllis Satterthwaite                |               |                     |
| 5 gennaio  | Metropole Club Championships 1930 Cannes, Francia Singolare - Doppio       | Elizabeth Ryan Phyllis Satterthwaite 6-4 6-3                 | Mrs Blaney Miss Cazalet              |               |                     |
| 5 gennaio  | Metropole Club Championships 1930 Cannes, Francia Singolare - Doppio       | Doppio misto: Elizabeth Ryan George Lyttleton-Rogers 8-6 6-2 | Sylvia Lafaurie Charles Aeschlimann  |               |                     |
| 6 gennaio  | Monegasque Championships 1930 Monte Carlo, Monte Carlo Singolare - Doppio  | Elizabeth Ryan 6-3 6-4                                       | Phyllis Satterthwaite                |               |                     |
| 6 gennaio  | Monegasque Championships 1930 Monte Carlo, Monte Carlo Singolare - Doppio  | Elizabeth Ryan Phyllis Satterthwaite 6-1 6-0                 | Ida Adamoff Arlette Neufeld          |               |                     |
| 6 gennaio  | Monegasque Championships 1930 Monte Carlo, Monte Carlo Singolare - Doppio  | Doppio misto: Elsie Pittman JB Pittman                       | Mrs Tottenham Mr Tottenham           |               |                     |
| 20 gennaio | New Courts Club Championships 1930 Cannes, Francia Singolare - Doppio      | Elizabeth Ryan 6-2 2-6 6-0                                   | Lucia Valerio                        |               |                     |
| 20 gennaio | New Courts Club Championships 1930 Cannes, Francia Singolare - Doppio      | Sylvia Jung Joan Ridley 6-2 7-5                              | Elizabeth Ryan Phyllis Satterthwaite |               |                     |
| 20 gennaio | New Courts Club Championships 1930 Cannes, Francia Singolare - Doppio      | Doppio misto: Cilly Aussem Bill Tilden 6-3 6-4               | Elizabeth Ryan Charles Kingsley      |               |                     |
| 25 gennaio | Australian Championships 1930 Melbourne, Australia Erba Singolare - Doppio | Daphne Akhurst 10-8, 2-6, 7-5                                | Sylvia Lance                         |               |                     |
| 25 gennaio | Australian Championships 1930 Melbourne, Australia Erba Singolare - Doppio | Margaret Molesworth Emily Westacott 6-3, 0-6, 7-5            | Marjorie Cox Crawford Sylvia Lance   |               |                     |
| 27 gennaio | US Indoors 1930 Boston, USA Singolare - Doppio                             | Mianne Palfrey 7-5 6-2                                       | Marion Zinderstein                   |               |                     |
| 27 gennaio | US Indoors 1930 Boston, USA Singolare - Doppio                             | Hazel Hotchkiss Wightman Sarah Palfrey 6-3 6-2               | Marjorie Morrill Edith Sigourney     |               |                     |
| 27 gennaio | US Indoors 1930 Boston, USA Singolare - Doppio                             | Doppio misto: Margaret Blake Richard Harte 3-6 6-1 7-5       | Miane Palfrey Richard Murphy         |               |                     |

### Febbraio
| Settimana   | Torneo                                                                                  | Vincitore                                                   | Finalista                         | Semifinalisti | Eliminati ai quarti |
| ----------- | --------------------------------------------------------------------------------------- | ----------------------------------------------------------- | --------------------------------- | ------------- | ------------------- |
| febbraio    | West India Championships 1930 Bombay, India Singolare - Doppio                          | Phyllis Howkins Covell 6-2 6-1                              | Leila Row                         |               |                     |
| febbraio    | West India Championships 1930 Bombay, India Singolare - Doppio                          | Phyllis Covell Mrs Davidson 6-1 6-0                         | Mrs Row Leila Row                 |               |                     |
| febbraio    | West India Championships 1930 Bombay, India Singolare - Doppio                          | Doppio misto: Phyllis Covell Eskel Andrews 6-1 8-6          | Mrs McDougall L. Brooke-Edwards   |               |                     |
| 1º febbraio | New Zealand Championships 1930 Wellington, Nuova Zelanda Singolare - Doppio             | Dulcie Nicholls 3-6 6-3 6-1                                 | Myrtle Melody                     |               |                     |
| 1º febbraio | New Zealand Championships 1930 Wellington, Nuova Zelanda Singolare - Doppio             | M Andrew M Wake 4-6 6-2 6-3                                 | Arita Adams May Thomson           |               |                     |
| 1º febbraio | New Zealand Championships 1930 Wellington, Nuova Zelanda Singolare - Doppio             | Doppio misto: May Thomson Noel Wilson 7-5 6-3               | Marjorie Macfarlane AE Sandral    |               |                     |
| 2 febbraio  | Gallia Club Championships 1930 Cannes, Francia Singolare - Doppio                       | Elizabeth Ryan 6-3 6-2                                      | Sylvia Jung                       |               |                     |
| 2 febbraio  | Gallia Club Championships 1930 Cannes, Francia Singolare - Doppio                       | Sylvia Jung Elizabeth Ryan 6-4 6-2                          | rmyntrude Harvey Joan Ridley      |               |                     |
| 2 febbraio  | Gallia Club Championships 1930 Cannes, Francia Singolare - Doppio                       | Doppio misto: Bill Tilden Cilly Aussem 6-3 7-5              | Erik Worm Joan Ridley             |               |                     |
| 10 febbraio | South of France Championships 1930 Nizza, Francia Singolare - Doppio                    | Cilly Aussem 6-0 6-2                                        | Carolyn Swartz Hirsch             |               |                     |
| 10 febbraio | South of France Championships 1930 Nizza, Francia Singolare - Doppio                    | Phylis Radcliffe Nancy Radcliffe-Platt 6-3 3-6 8-6          | Joan Ridley Phyllis Satterthwaite |               |                     |
| 10 febbraio | South of France Championships 1930 Nizza, Francia Singolare - Doppio                    | Doppio misto: Joan Ridley Eric Peters titolo condiviso      | Cilly Aussem Junior Cohen         |               |                     |
| 24 febbraio | Bermuda International Championships 1930 Hamilton, Bermuda Singolare - Doppio           | Edith Sigourney 2-6 6-3 8-6                                 | Penelope Anderson                 |               |                     |
| 24 febbraio | Bermuda International Championships 1930 Hamilton, Bermuda Singolare - Doppio           | Penelope Anderson Mrs Guild 6-2 7-5                         | Virginia Rice Edith Sigourney     |               |                     |
| 24 febbraio | Bermuda International Championships 1930 Hamilton, Bermuda Singolare - Doppio           | Doppio misto: Bruce Barnes Penelope Anderson 7-5 6-8 8-6    | Richard Bell Virginia Rice        |               |                     |
| 24 febbraio | Queen's Covered Court Championships 1930 Londra, Gran Bretagna Singolare - Doppio       | Phyllis Mudford 6-3 7-5                                     | Joan Fry                          |               |                     |
| 24 febbraio | Queen's Covered Court Championships 1930 Londra, Gran Bretagna Singolare - Doppio       | Betty Dix Joan Fry 7-5 6-4                                  | Betty Nuthall Elsie Pittman       |               |                     |
| 24 febbraio | Queen's Covered Court Championships 1930 Londra, Gran Bretagna Singolare - Doppio       | Doppio misto: Patrick Spence Betty Nuthall 6-4 1-6 6-1      | S.W. Harris Joan Fry              |               |                     |
| 24 febbraio | Monte Carlo Country Club Championships 1930 Monte Carlo, Monte Carlo Singolare - Doppio | Cilly Aussem 6-1 6-4                                        | Simonne Mathieu                   |               |                     |
| 24 febbraio | Monte Carlo Country Club Championships 1930 Monte Carlo, Monte Carlo Singolare - Doppio | Simone Barbier Simonne Mathieu 6-1 8-6                      | Doris Metaxa Colette Rosambert    |               |                     |
| 24 febbraio | Monte Carlo Country Club Championships 1930 Monte Carlo, Monte Carlo Singolare - Doppio | Doppio misto: Rene de Buzulet Doris Metaxa 12-14 6-2 ritiro | Pat Hughes Joan Ridley            |               |                     |

### Marzo
| Settimana | Torneo                                                                        | Vincitore                                                            | Finalista                              | Semifinalisti | Eliminati ai quarti |
| --------- | ----------------------------------------------------------------------------- | -------------------------------------------------------------------- | -------------------------------------- | ------------- | ------------------- |
| 3 marzo   | Riviera Championships 1930 Mentone, Francia Singolare - Doppio                | Cilly Aussem 9-7 6-2                                                 | Simonne Mathieu                        |               |                     |
| 3 marzo   | Riviera Championships 1930 Mentone, Francia Singolare - Doppio                | Elizabeth Ryan Cilly Aussem 6-1 6-0                                  | Simonne Mathieu Paula Von Reznicek     |               |                     |
| 3 marzo   | Riviera Championships 1930 Mentone, Francia Singolare - Doppio                | Doppio misto: Elizabeth Ryan Pat Hughes 6-2 6-0                      | Phyllis Carr Satterthwaite Louis Worms |               |                     |
| 3 marzo   | Florida State Championships 1930 Palm Beach, USA Singolare - Doppio           | Mrs Bernard Stenz 6-0 6-3                                            | Virginia Hilleary                      |               |                     |
| 3 marzo   | Florida State Championships 1930 Palm Beach, USA Singolare - Doppio           |                                                                      |                                        |               |                     |
| 10 marzo  | Nice Lawn Tennis Club Championships 1930 Nizza, Francia Singolare - Doppio    | Simonne Mathieu 6-4 7-5                                              | Elizabeth Ryan                         |               |                     |
| 10 marzo  | Nice Lawn Tennis Club Championships 1930 Nizza, Francia Singolare - Doppio    | Cilly Aussem Elizabeth Ryan 6-3 6-3                                  | Violet Owen Paula von Reznicek         |               |                     |
| 10 marzo  | Nice Lawn Tennis Club Championships 1930 Nizza, Francia Singolare - Doppio    | Doppio misto: Cilly Aussem Bill Tilden 6-4 6-0                       | Elizabeth Ryan Charles Kingsley        |               |                     |
| 17 marzo  | Cannes Lawn Tennis Club Championships 1930 Cannes, Francia Singolare - Doppio | Cilly Aussem 6-0 6-0                                                 | Violet Owen                            |               |                     |
| 17 marzo  | Cannes Lawn Tennis Club Championships 1930 Cannes, Francia Singolare - Doppio | Cilly Aussem Elizabeth Ryan 6-0 6-1                                  | Muriel Thomas Paula von Reznieck       |               |                     |
| 17 marzo  | Cannes Lawn Tennis Club Championships 1930 Cannes, Francia Singolare - Doppio | Doppio misto: Elizabeth Ryan Takeichi Harada 6-3 3-6 6-1             | Cilly Aussem Bill Tilden               |               |                     |
| 22 marzo  | South Australian Championships 1930 Adelaide, Australia Singolare - Doppio    | Gladys Toyne 6-3 6-2                                                 | Frances Hoddle-Wrigley                 |               |                     |
| 22 marzo  | South Australian Championships 1930 Adelaide, Australia Singolare - Doppio    | Gwen Griffiths Dorothy Weston 6-3 3-6 6-3                            | Gladys Toyne Frances Hoddle-Wrigley    |               |                     |
| 22 marzo  | South Australian Championships 1930 Adelaide, Australia Singolare - Doppio    | Doppio misto: Dorothy Weston ET Rowe 6-8 6-0 6-3                     | Christine Finlayson RL Shepherd        |               |                     |
| 30 marzo  | Cannes Championships 1930 Cannes, Francia Singolare - Doppio                  | Elizabeth Ryan Paula von Reznicek titolo condiviso (doppio walkover) |                                        |               |                     |
| 30 marzo  | Cannes Championships 1930 Cannes, Francia Singolare - Doppio                  | Helen Jacobs Elizabeth Ryan 7-5 6-4                                  | Lilí de Álvarez Violet Owen            |               |                     |
| 30 marzo  | Cannes Championships 1930 Cannes, Francia Singolare - Doppio                  | Doppio misto: Cilly Aussem Bill Tilden 6-1 7-5                       | Elizabeth Ryan Tamino Abe              |               |                     |

### Aprile
| Settimana | Torneo                                                                              | Vincitore                                                 | Finalista                                | Semifinalisti | Eliminati ai quarti |
| --------- | ----------------------------------------------------------------------------------- | --------------------------------------------------------- | ---------------------------------------- | ------------- | ------------------- |
| 7 aprile  | Torneo di Juan-les-Pins 1930 Juan les Pins, Francia Singolare - Doppio              | Elizabeth Ryan 6-2 7-5                                    | Cilly Aussem                             |               |                     |
| 7 aprile  | Torneo di Juan-les-Pins 1930 Juan les Pins, Francia Singolare - Doppio              | Cilly Aussem Elizabeth Ryan 6-2 6-3                       | Lolette Payot Muriel Thomas              |               |                     |
| 7 aprile  | Torneo di Juan-les-Pins 1930 Juan les Pins, Francia Singolare - Doppio              | Doppio misto: Elizabeth Ryan Wilbur Coen 1-6 6-3 6-4      | Cilly Aussem Bill Tilden                 |               |                     |
| 12 aprile | South African Championships 1930 Bloemfontein, Sudafrica Singolare - Doppio         | Billie Tapscott 7-5 6-2                                   | Mrs V Everett                            |               |                     |
| 12 aprile | South African Championships 1930 Bloemfontein, Sudafrica Singolare - Doppio         | Doreen Cole Billie Tapscott 6-4 6-4                       | Mrs Everett Miss Hoplins                 |               |                     |
| 12 aprile | South African Championships 1930 Bloemfontein, Sudafrica Singolare - Doppio         | Doppio misto: Norman Farquharson Bobbie Heine 0-6 6-2 6-2 | Louis Raymond Mrs V Everett              |               |                     |
| 17 aprile | Torneo di Beaulieu 1930 Beaulieu-sur-Mer, Francia Singolare - Doppio                | Phyllis Satterthwaite 2-6 8-6 6-4                         | Helen Jacobs                             |               |                     |
| 17 aprile | Torneo di Beaulieu 1930 Beaulieu-sur-Mer, Francia Singolare - Doppio                | Helen Jacobs Elizabeth Ryan 7-5 5-7 6-4                   | Phyllis Satterthwaite Josane Sigart      |               |                     |
| 17 aprile | Torneo di Beaulieu 1930 Beaulieu-sur-Mer, Francia Singolare - Doppio                | Doppio misto: Bill Tilden Elizabeth Ryan 6-1 6-3          | Wilbur Coen Helen Jacobs                 |               |                     |
| 21 aprile | Monte Carlo Third Meeting 1930 Monte Carlo, Monte Carlo Singolare - Doppio          | Lilí de Álvarez 3-6 6-2 7-5                               | Josane Sigart                            |               |                     |
| 21 aprile | Monte Carlo Third Meeting 1930 Monte Carlo, Monte Carlo Singolare - Doppio          | Phyllis Carr Satterthwaite Josane Sigart 6-2 6-0          | Rosie Berthet Ida Adamoff                |               |                     |
| 21 aprile | Monte Carlo Third Meeting 1930 Monte Carlo, Monte Carlo Singolare - Doppio          | Doppio misto: Lily de Álvarez Bill Tilden 6-1 6-3         | Phyllis Carr Satterthwaite Jack Hillyard |               |                     |
| 22 aprile | Westen Australian Championships 1930 Perth, Australia Singolare - Doppio            | Mollie McGrath 6-3 6-2                                    | Enid Morse                               |               |                     |
| 22 aprile | Westen Australian Championships 1930 Perth, Australia Singolare - Doppio            | Simpson Myrtle Herbert 6-4 1-6 7-5                        | Margaret Officer Mrs Morrison            |               |                     |
| 22 aprile | Westen Australian Championships 1930 Perth, Australia Singolare - Doppio            | Doppio misto: Peter Smith Carpenter 7-5 6-1               | Mollie McGrath Ford                      |               |                     |
| 28 aprile | British Hard Court Championships 1930 Bournemouth, Gran Bretagna Singolare - Doppio | Joan Fry 6-1 2-6 6-2                                      | Madge List                               |               |                     |
| 28 aprile | British Hard Court Championships 1930 Bournemouth, Gran Bretagna Singolare - Doppio | Joan Fry Ermyntrude Harvey 7-5 8-6                        | Kitty Godfree Phoebe Holcroft-Watson     |               |                     |
| 28 aprile | British Hard Court Championships 1930 Bournemouth, Gran Bretagna Singolare - Doppio | Doppio misto: Charles Kingsley Joan Fry 6-0 3-6 6-4       | Colin Gregory Kitty Godfree              |               |                     |

### Maggio
| Settimana | Torneo                                                                       | Vincitore                                                    | Finalista                             | Semifinalisti | Eliminati ai quarti |
| --------- | ---------------------------------------------------------------------------- | ------------------------------------------------------------ | ------------------------------------- | ------------- | ------------------- |
| 3 maggio  | Austrian International Championships 1930 Vienna, Austria Singolare - Doppio | Cilly Aussem 6-3 6-4                                         | Toni Schomburgk                       |               |                     |
| 3 maggio  | Austrian International Championships 1930 Vienna, Austria Singolare - Doppio | Cilly Aussem Toni Schomburgk 6-0 6-1                         | Maria Uhlmann Paksy Laszlone Schreder |               |                     |
| 3 maggio  | Austrian International Championships 1930 Vienna, Austria Singolare - Doppio | Doppio misto: Bill Tilden Cilly Aussem 6-4 6-3               | Bela von Kehrling Frl Schoder         |               |                     |
| 4 maggio  | Internazionali d'Italia 1930 Milano, Italia Singolare - Doppio               | Lilí de Álvarez 3-6 8-6 6-0                                  | Lucia Valerio                         |               |                     |
| 4 maggio  | Internazionali d'Italia 1930 Milano, Italia Singolare - Doppio               | Lilí de Álvarez Lucia Valerio 7-5 7-5                        | Leyla Claude-Anet Arlette Neufeld     |               |                     |
| 4 maggio  | Internazionali d'Italia 1930 Milano, Italia Singolare - Doppio               | Doppio misto: Uberto De Morpurgo Lilí de Álvarez 4-6 6-4 6-2 | Pat Hughes Lucia Valerio              |               |                     |
| 19 maggio | Surrey Championships 1930 Surbiton, Gran Bretagna Singolare - Doppio         | Jenny Sandison 3-6 7-5 6-4                                   | Betty Nuthall                         |               |                     |
| 19 maggio | Surrey Championships 1930 Surbiton, Gran Bretagna Singolare - Doppio         | Kitty Godfree Gwen Sterry 6-2 7-5                            | Mary Heeley Betty Nuthall             |               |                     |
| 19 maggio | Surrey Championships 1930 Surbiton, Gran Bretagna Singolare - Doppio         | Doppio misto: Gordon Crole-Rees Gwen Sterry titolo condiviso | Cyril Eames Elsa Haylock              |               |                     |
| 25 maggio | Torneo di Hampstead 1930 Hampstead, Gran Bretagna Singolare - Doppio         | Betty Nuthall 6-4 6-1                                        | Montgomery                            |               |                     |
| 25 maggio | Torneo di Hampstead 1930 Hampstead, Gran Bretagna Singolare - Doppio         |                                                              |                                       |               |                     |
| 26 maggio | Middlesex Championships 1930 Chiswick Park, Gran Bretagna Singolare - Doppio | Betty Nuthall 9-7 6-3                                        | Jenny Sandison                        |               |                     |
| 26 maggio | Middlesex Championships 1930 Chiswick Park, Gran Bretagna Singolare - Doppio | Kitty Godfree Margaret Stocks 6-3 6-3                        | Mary Heeley Betty Nuthall             |               |                     |
| 26 maggio | Middlesex Championships 1930 Chiswick Park, Gran Bretagna Singolare - Doppio | Doppio misto: Fred Perry Mary Heeley titolo condiviso        | Leslie Godfree Kitty Godfree          |               |                     |
| 26 maggio | Worcestershire Championships 1930 Malvern, Gran Bretagna Singolare - Doppio  | Dorothy Round 6-3 6-3                                        | Nancy Lyle                            |               |                     |
| 26 maggio | Worcestershire Championships 1930 Malvern, Gran Bretagna Singolare - Doppio  | Mary McIlquham Dorothy Round 1-6 6-3 6-2                     | E. Rose Sybil Johnson                 |               |                     |
| 26 maggio | Worcestershire Championships 1930 Malvern, Gran Bretagna Singolare - Doppio  | Doppio misto: Eric Peters Effie Hemmant 6-3 6-2              | E.L. Percival Mary McIlquham          |               |                     |

### Giugno
| Settimana | Torneo                                                                         | Vincitore                                            | Finalista                          | Semifinalisti | Eliminati ai quarti |
| --------- | ------------------------------------------------------------------------------ | ---------------------------------------------------- | ---------------------------------- | ------------- | ------------------- |
| giugno    | Northern Championships 1930 Manchester, Gran Bretagna Singolare - Doppio       | Evelyn Goldsworth 7-5 6-2                            | N. Hunt                            |               |                     |
| giugno    | Northern Championships 1930 Manchester, Gran Bretagna Singolare - Doppio       | Dorothy Anderson Drew 6-4 6-3                        | N. Hunt J. McAlpine                |               |                     |
| giugno    | Northern Championships 1930 Manchester, Gran Bretagna Singolare - Doppio       | Doppio misto: Bunny Austin Evelyn Goldsworth 6-4 8-6 | John Olliff Joan Lycett            |               |                     |
| 1º giugno | Internazionali di Francia 1930 Parigi, Francia Terra rossa Singolare - Doppio  | Helen Wills 6-2, 6-1                                 | Helen Jacobs                       |               |                     |
| 1º giugno | Internazionali di Francia 1930 Parigi, Francia Terra rossa Singolare - Doppio  | Elizabeth Ryan Helen Wills 6-3, 6-1                  | Simone Barbier Simonne Mathieu     |               |                     |
| 2 giugno  | Belgium International Championships 1930 Bruxelles, Belgio Singolare - Doppio  | Simonne Mathieu 1-6 6-1 8-6                          | Elsa Haylock                       |               |                     |
| 2 giugno  | Belgium International Championships 1930 Bruxelles, Belgio Singolare - Doppio  | Elsa Haylock /Joan Ridley 9-7, 9-7                   | Simone Barbier Simonne Mathieu     |               |                     |
| 2 giugno  | Belgium International Championships 1930 Bruxelles, Belgio Singolare - Doppio  | Doppio misto: Jean Borotra Josane Sigart 6-0 6-4     | Eric Peters Joan Ridley            |               |                     |
| 2 giugno  | North London Championships 1930 North London, Gran Bretagna Singolare - Doppio | Elizabeth Ryan 6-1 8-6                               | Sarah Palfrey                      |               |                     |
| 2 giugno  | North London Championships 1930 North London, Gran Bretagna Singolare - Doppio | Edith Cross Sarah Palfrey 6-4 3-6 6-2                | E. Clarke Elizabeth Ryan           |               |                     |
| 2 giugno  | North London Championships 1930 North London, Gran Bretagna Singolare - Doppio | Doppio misto: Edward Higgs Elizabeth Ryan 6-2 6-0    | W.A.R. Collins Mrs G. Corbett      |               |                     |
| 9 giugno  | Rot-Weis Club Championships 1930 Berlino, Germania Singolare - Doppio          | Cilly Aussem 4-6 8-6 6-1                             | Hilde Sperling                     |               |                     |
| 9 giugno  | Rot-Weis Club Championships 1930 Berlino, Germania Singolare - Doppio          | Cilly Aussem Toni Schomburgk 6-4 6-0                 | Ida Adamoff Arlette Neufeld        |               |                     |
| 9 giugno  | Rot-Weis Club Championships 1930 Berlino, Germania Singolare - Doppio          | Doppio misto: Bill Tilden Cilly Aussem 6-3 6-1       | Bela von Kehrling Ilse Friedleben  |               |                     |
| 9 giugno  | Kent Championships 1930 Beckenham, Gran Bretagna Singolare - Doppio            | Jenny Sandison 6-4 2-6 6-4                           | Violet Owen                        |               |                     |
| 9 giugno  | Kent Championships 1930 Beckenham, Gran Bretagna Singolare - Doppio            | Betty Nuthall Elizabeth Ryan 6-1 6-0                 | Elsie Pittman Gwen Sterry          |               |                     |
| 9 giugno  | Kent Championships 1930 Beckenham, Gran Bretagna Singolare - Doppio            | Doppio misto: Fred Perry Elizabeth Ryan 6-2 6-4      | Ryuki Mike Beatrice Feltham        |               |                     |
| 16 giugno | Queen's Club Championships 1930 Londra, Gran Bretagna Singolare - Doppio       | Madge List 6-1 6-3                                   | Margaret McKane Stocks             |               |                     |
| 16 giugno | Queen's Club Championships 1930 Londra, Gran Bretagna Singolare - Doppio       | Cilly Aussem Elizabeth Ryan 3-6 6-2 6-4              | Betty Nuthall Eileen Whittingstall |               |                     |
| 16 giugno | Queen's Club Championships 1930 Londra, Gran Bretagna Singolare - Doppio       | Doppio misto: Colin Gregory Elizabeth Ryan 6-1 6-1   | George Lott Mary Greef             |               |                     |

### Luglio
| Settimana | Torneo                                                                 | Vincitore                                         | Finalista                       | Semifinalisti | Eliminati ai quarti |
| --------- | ---------------------------------------------------------------------- | ------------------------------------------------- | ------------------------------- | ------------- | ------------------- |
| 5 luglio  | Torneo di Wimbledon 1930 Londra, Gran Bretagna Erba Singolare - Doppio | Helen Wills 6-2, 6-2                              | Elizabeth Ryan                  |               |                     |
| 5 luglio  | Torneo di Wimbledon 1930 Londra, Gran Bretagna Erba Singolare - Doppio | Elizabeth Ryan Helen Wills 6-2, 9-7               | Sarah Palfrey Edith Cross       |               |                     |
| 12 luglio | Irish Championships 1930 Dublino, Irlanda Singolare - Doppio           | Hilda Wallis 6-2 6-2                              | Mary French                     |               |                     |
| 12 luglio | Irish Championships 1930 Dublino, Irlanda Singolare - Doppio           | Norma Stoker Hilda Wallis 6-1 7-5                 | F. Fleming Phoebe Blair-White   |               |                     |
| 12 luglio | Irish Championships 1930 Dublino, Irlanda Singolare - Doppio           | Doppio misto: Pat Hughes Hilda Wallis 6-4 3-6 6-3 | Vincent Allman-Smith F. Fleming |               |                     |
| 14 luglio | Welsh Championships 1930 Newport, Gran Bretagna Singolare - Doppio     | Effie Hemmant 7-5 6-4                             | Eleanor Rose                    |               |                     |
| 14 luglio | Welsh Championships 1930 Newport, Gran Bretagna Singolare - Doppio     | Mrs H Edwards Effie Hemmant 6-1 5-7 6-1           | Miss Hogarth Eleanor Rose       |               |                     |
| 14 luglio | Welsh Championships 1930 Newport, Gran Bretagna Singolare - Doppio     | Doppio misto: Effie Hemmant Eric Peters           | Mrs H Edwards Edward Avory      |               |                     |
| 15 luglio | Torneo di La Jolla 1930 La Jolla, USA Singolare - Doppio               | Gladys Patz 6-4 3-6 6-4                           | Elizabeth Deike                 |               |                     |
| 15 luglio | Torneo di La Jolla 1930 La Jolla, USA Singolare - Doppio               |                                                   |                                 |               |                     |
| 28 luglio | Seabright Invitational 1930 Seabright, USA Singolare - Doppio          | Anna Harper 6-4 6-4                               | Josephine Cruickshank           |               |                     |
| 28 luglio | Seabright Invitational 1930 Seabright, USA Singolare - Doppio          |                                                   |                                 |               |                     |

### Agosto
| Settimana | Torneo                                                                     | Vincitore                                                  | Finalista                                  | Semifinalisti | Eliminati ai quarti |
| --------- | -------------------------------------------------------------------------- | ---------------------------------------------------------- | ------------------------------------------ | ------------- | ------------------- |
| agosto    | Torneo di Ostenda 1930 Ostenda, Belgio Singolare - Doppio                  | Simonne Mathieu 6-3 6-1                                    | Susan Noel                                 |               |                     |
| agosto    | Torneo di Ostenda 1930 Ostenda, Belgio Singolare - Doppio                  |                                                            |                                            |               |                     |
| 3 agosto  | German Championships 1930 Amburgo, Germania Terra rossa Singolare - Doppio | Cilly Aussem 6-4 6-2                                       | Hilde Sperling                             |               |                     |
| 3 agosto  | German Championships 1930 Amburgo, Germania Terra rossa Singolare - Doppio | Kitty Godfree Phoebe Holcroft-Watson 6-3 7-5               | Elsa Haylock Phyllis Mudford               |               |                     |
| 3 agosto  | German Championships 1930 Amburgo, Germania Terra rossa Singolare - Doppio | Doppio misto: Colin Gregory Phoebe Holcroft-Watson 6-4 7-5 | H. Keats Lester Elsa Haylock               |               |                     |
| 24 agosto | U.S. National Championships 1930 New York, USA Erba Singolare - Doppio     | Betty Nuthall 6-1, 6-4                                     | Anna McCune Harper                         |               |                     |
| 24 agosto | U.S. National Championships 1930 New York, USA Erba Singolare - Doppio     | Betty Nuthall Sarah Palfrey 3-6, 6-3, 7-5                  | Edith Cross Anna Harper                    |               |                     |
| 31 agosto | Torneo di Deauville 1930 Deauville, Francia Singolare - Doppio             | Simonne Mathieu 6-3 6-2                                    | Doris Metaxa                               |               |                     |
| 31 agosto | Torneo di Deauville 1930 Deauville, Francia Singolare - Doppio             | Simonne Mathieu Sylvia Jung Henrotin 4-6 6-2 7-5           | Arlette Neufeld Leila Schopfer Claude-Anet |               |                     |
| 31 agosto | Torneo di Deauville 1930 Deauville, Francia Singolare - Doppio             | Doppio misto: Sylvia Jung Henrotin Coco Gentien            | Leila Schopfer Claude-Anet Marcel Bernard  |               |                     |

### Settembre
| Settimana    | Torneo                                                                | Vincitore                                             | Finalista                        | Semifinalisti | Eliminati ai quarti |
| ------------ | --------------------------------------------------------------------- | ----------------------------------------------------- | -------------------------------- | ------------- | ------------------- |
| 1º settembre | Le Touquet First Meeting 1930 Le Touquet, Francia Singolare - Doppio  | Elizabeth Ryan 6-0 6-1                                | Michel Bernard                   |               |                     |
| 1º settembre | Le Touquet First Meeting 1930 Le Touquet, Francia Singolare - Doppio  | Lilí de Álvarez Elizabeth Ryan 6-1 6-3                | Michel Bernard Mlle Chanove      |               |                     |
| 1º settembre | Le Touquet First Meeting 1930 Le Touquet, Francia Singolare - Doppio  | Doppio misto: Jean Lesueur Susan Noel 6-3 3-6 8-6     | Jacques Bonte Elizabeth Ryan     |               |                     |
| 8 settembre  | Le Touquet Second Meeting 1930 Le Touquet, Francia Singolare - Doppio | Elizabeth Ryan 6-1 6-0                                | Olga Haycroft                    |               |                     |
| 8 settembre  | Le Touquet Second Meeting 1930 Le Touquet, Francia Singolare - Doppio | Elizabeth Ryan Michel Bernard 6-0 6-1                 | Thelma Cazalet Mlle Chanove      |               |                     |
| 22 settembre | Coupe Porée 1930 Parigi, Francia Singolare - Doppio                   | Simonne Mathieu 6-0 6-2                               | Leila-Claude Anet                |               |                     |
| 22 settembre | Coupe Porée 1930 Parigi, Francia Singolare - Doppio                   | Simone Barbier Simonne Mathieu 7-5 7-5                | Doris Metaxa Colette Rosambert   |               |                     |
| 22 settembre | Coupe Porée 1930 Parigi, Francia Singolare - Doppio                   | Doppio misto: Jacques Bonte Rosie Berthet 6-4 1-6 6-3 | Marcel Bernard Leila-Claude Anet |               |                     |

### Ottobre
| Settimana  | Torneo                                                                      | Vincitore                                          | Finalista                                 | Semifinalisti | Eliminati ai quarti |
| ---------- | --------------------------------------------------------------------------- | -------------------------------------------------- | ----------------------------------------- | ------------- | ------------------- |
| 4 ottobre  | Pacific Coast Championships 1930 Berkeley, USA Cemento Singolare - Doppio   | Helen Wills 6-3 6-1                                | Anna Harper                               |               |                     |
| 4 ottobre  | Pacific Coast Championships 1930 Berkeley, USA Cemento Singolare - Doppio   | Anna Harper Edith Cross 4-6 6-3 6-2                | Marjorie Van Ryn Marjorie Morrill Painter |               |                     |
| 4 ottobre  | Pacific Coast Championships 1930 Berkeley, USA Cemento Singolare - Doppio   | Doppio misto: Helen Wills George Lott 6-2 7-5      | Edith Cross Wilmer Allison                |               |                     |
| 13 ottobre | British Covered Court Championships 1930 , Gran Bretagna Singolare - Doppio | Joan Ridley 6-2 6-2                                | Joan Fry                                  |               |                     |
| 13 ottobre | British Covered Court Championships 1930 , Gran Bretagna Singolare - Doppio |                                                    |                                           |               |                     |
| 13 ottobre | British Covered Court Championships 1930 , Gran Bretagna Singolare - Doppio | Doppio misto: Charles Kingsley Joan Ridley 6-4 8-6 | John Olliff Kathleen Godfree              |               |                     |
| 27 ottobre | Torneo di Cromer 1930 Cromer, Gran Bretagna Singolare - Doppio              | Dorothy Round 2-6 9-7 6-4                          | Joan Ridley                               |               |                     |
| 27 ottobre | Torneo di Cromer 1930 Cromer, Gran Bretagna Singolare - Doppio              | Elsa Haylock Dorothy Round 6-4 6-0                 | Mrs H. Edwards Joan Ridely                |               |                     |
| 27 ottobre | Torneo di Cromer 1930 Cromer, Gran Bretagna Singolare - Doppio              | Doppio misto: Ryuki Miki Dorothy Round 7-5 6-2     | Gordon Crole-Rees Mrs Mellows             |               |                     |

### Novembre
| Settimana   | Torneo                                                                    | Vincitore                                              | Finalista                           | Semifinalisti | Eliminati ai quarti |
| ----------- | ------------------------------------------------------------------------- | ------------------------------------------------------ | ----------------------------------- | ------------- | ------------------- |
| novembre    | New South Wales Championships 1930 Sydney, Australia Singolare - Doppio   | Louise Bickerton 6-3 6-4                               | Emily Westacott                     |               |                     |
| novembre    | New South Wales Championships 1930 Sydney, Australia Singolare - Doppio   | Daphne Akhurst Marjorie Cox Crawford 6-3, 3-6, 9-7     | Sylvia Lance Harper Louie Bickerton |               |                     |
| novembre    | New South Wales Championships 1930 Sydney, Australia Singolare - Doppio   | Doppio misto: Jack Crawford Marjorie Cox 2-6 6-2 6-3   | Harry Hopman Nell Hall              |               |                     |
| 16 novembre | Argentinian Championships 1930 Buenos Aires, Argentina Singolare - Doppio | Lilí de Álvarez 6-2 6-2                                | Phoebe Holcroft Watson              |               |                     |
| 16 novembre | Argentinian Championships 1930 Buenos Aires, Argentina Singolare - Doppio | Ermyntrude Harvey Phoebe Holcroft-Watson 6-3 3-6 6-2   | Lilí de Álvarez Penelope Anderson   |               |                     |
| 16 novembre | Argentinian Championships 1930 Buenos Aires, Argentina Singolare - Doppio | Doppio misto: Ronald Boyd Lilí de Álvarez 5-7 10-8 6-2 | Fred Perry Phoebe Holcroft-Watson   |               |                     |

### Dicembre
| Settimana   | Torneo                                                               | Vincitore                                                  | Finalista                             | Semifinalisti | Eliminati ai quarti |
| ----------- | -------------------------------------------------------------------- | ---------------------------------------------------------- | ------------------------------------- | ------------- | ------------------- |
| 16 dicembre | Victorian Championships 1930 Melbourne, Australia Singolare - Doppio | Marjorie Cox Crawford 6-1 6-1                              | Frances Hoddle-Wrigley                |               |                     |
| 16 dicembre | Victorian Championships 1930 Melbourne, Australia Singolare - Doppio | Coral Buttsworth Nell Hall 6-3 7-9 6-3                     | Dorothy Dingle Frances Hoddle-Wrigley |               |                     |
| 16 dicembre | Victorian Championships 1930 Melbourne, Australia Singolare - Doppio | Doppio misto: Jack Crawford Marjorie Crawford 5-7 8-6 10-8 | Harry Hopman Nell Hall                |               |                     |